# Nuevo Emperador
Nuevo Emperador es un corregimiento del distrito de Arraiján en la provincia de Panamá Oeste, República de Panamá. La localidad tiene 10 414 habitantes (2023). El corregimiento limita al norte con Santa Clara y los distritos de Panamá y Colón, al sur con Juan Demóstenes Arosemena y Arraiján (cabecera), al este con Arraiján (cabecera) y el distrito de Panamá y al oeste con el distrito de La Chorrera.
El corregimiento fue creado el 2 de enero de 1910 con el nombre de Paja. Debido a que sus primeros pobladores en su mayoría provenían de Emperador, una comunidad que posteriormente pasó a ser parte de la Zona del Canal de Panamá y que estaba compuesta por extranjeros de nacionalidad antillana, española y colombiana. El nombre Paja fue posteriormente cambiado a Nuevo Emperador, con la llegada de los nuevos habitantes procedentes de Emperador.